# ヴォルケンリッター
ヴォルケンリッター(Wolkenritter)は、テレビアニメ作品『魔法少女リリカルなのは』シリーズに登場する守護騎士の総称である。この項目では闇の書の守護プログラムのシステム及びメンバーであるシグナム、ヴィータ、シャマル、ザフィーラといった人物について記述する。

## 概要

### 『A's』時
ヴォルケンリッターは、魔道書「闇の書」（正式名称「夜天の魔道書」）の主を守る守護プログラムの総称である。剣の騎士・シグナム、鉄槌の騎士・ヴィータ、湖の騎士・シャマル、盾の守護獣・ザフィーラの4名で構成されている。
元々の任務は闇の書の全666ページを、魔導師の「リンカーコア」と魔力資質で埋め、闇の書を完成させることだった。しかし、歴代の主には彼等を道具同然に扱う者もいた上、優しい者がいても闇の書が完成すると同時に死んでしまい、その度に転生を繰り返していた。こうした自分達のあり方には、それぞれなりに悩み、悲しい思いをしていたようだ。また、元々プログラム自体少しずつ壊れ始めていたため、彼等は闇の書の完成で主が死ぬことすら憶えていなかった。
だが、現在の所有者である八神はやてが望んだのは、闇の書の完成ではなく、騎士達に「家族」として平凡ながら仲良く暮らすことだった。当初は守護騎士達も、闇の書の長い歴史の中でも異端であるはやてに戸惑っていたが、次第に彼女に対して愛情を抱くようになっていく。またリーダーのシグナムは、闇の書の完成を望まないはやてに「闇の書の頁蒐集は行わない」と誓う。
しかし闇の書は、はやての命を蝕んでおり、彼女を助けたいと願った守護騎士達は、以後、はやてとの誓いを破って、闇の書が完成すればはやてが治ると信じ、「闇の書の頁蒐集（魔導師襲撃事件）」を起こしていく。
その過程で強大な潜在魔力を持つ高町なのはを発見し、ヴィータがなのはを襲撃した所でA'sの物語は幕を開ける。その後、フェイト・テスタロッサら時空管理局の面々も交えて幾度となく衝突する。
後半、はやての親友である月村すずかが、なのはやフェイトの親友でもあることが発覚。入院したはやてのお見舞いに来る彼女達と時間帯が被らないように配慮していたが、クリスマスイブの日、はやての病室にお見舞いに来ていたシグナム、ヴィータ、シャマルらが、なのはとフェイトに遭遇してしまい、彼女らに闇の書の主がはやてであることを告白せざるを得なくなる。
互いに譲れない想いを抱き、なのは、フェイトと最後の死闘を繰り広げる守護騎士達だったが、闇の書を所有者のはやてごと完全凍結させようと目論む時空管理局顧問官ギル・グレアムの使い魔、リーゼアリア&リーゼロッテの乱入によってヴォルケンリッターは闇の書の蒐集の対象とされ、吸収されてしまい、彼女達が守護騎士達を消滅させることで、はやての絶望を招き、闇の書を完成させてしまう。『The MOVIE 2nd A's』ではグレアム、リーゼアリア、リーゼロッテが登場しないため内容が変わっており、闇の書の防衛プログラムであるナハトヴァールがはやての目の前でヴォルケンリッターを蒐集してしまう。
その後、はやては闇の書の意思の暴走を制御し、彼女に「リインフォース」の名前を授けることで、真の主として覚醒。なのはの渾身の一撃もあって、闇の書の防衛プログラム（闇の書の闇）とリインフォースを分離。そしてはやての魔力によって守護騎士達は復活。魔道騎士として覚醒した主はやてや、かつて敵対していたなのは達と共に闇の書の闇との最終決戦に臨む。
防御プログラムと共に守護騎士プログラムは闇の書本体から解放されているため、消滅を免れている。事件解決後は、長い間共に過ごしてきたリインフォースとの悲しい別れを経た後、はやてと共に管理局での保護観察が決定。贖罪を兼ねて管理局での仕事に従事するようになる。
闇の書事件から2年後、はやてが11歳の時に、はやては自らのリンカーコアをコピーして、独立行動、単独魔法使用が可能なユニゾンデバイス「リインフォースII」を生み出す。彼女は八神家の末っ子として、守護騎士達とも非常に仲が良い。

### 『StrikerS』時
はやてが設立し、彼女が率いる「機動六課」に配属。4人ともはやて、なのは、フェイトらの補佐に加え、未熟な新人達の支援に回ることが多い。
なお4人とも夜天の書が生み出した魔法プログラムであることから外見や容姿は変化していない（その気になれば変身魔法でフォロー出来る）。
数年程前からシャマルはメンテナンスの際に自己修復速度の遅れなどの変化に気付き、機動六課襲撃の際に重傷を負ったザフィーラの治癒が長引くことで「魔法プログラムではなくなっているのではないか」という不安を吐露している。これに対してシグナムとザフィーラは肯定的に捉え、ヴィータは「初代リインフォースの残してくれたあたし達へのプレゼント」と受け止めている。

## 守護騎士達

### シグナム
「ヴォルケンリッター」の将。「烈火の将　剣の騎士シグナム」。4人のリーダー格で、実際に「リーダー」と呼ばれている場面もある。担当声優は清水香里。
真っすぐで武人的な女性。熱血な部分もあり、厳しくそして苛烈な気性の持ち主。凛々しい風貌で、20歳前後くらいに見える外見。基本的には男勝りな口調でタメ口だが、家族として接するはやてや目上の者などに対しては常に敬語を崩さない（「主はやて」と呼ぶ）。しかし、はやての優しさに安らぎを得ているのは他の騎士と同様。和食、入浴が好き。巨乳のため、はやての胸部マッサージを時々受けることがある（シグナム本人は恥しがり屋なため、困惑しているようである）。
戦闘面では接近戦のスペシャリストとして非常に高い戦闘能力を持っており、フェイトとの初戦では彼女に圧勝。彼女がデバイスの強化を果たしてなお「クロスレンジでもミドルレンジでも圧倒されっぱなし」と言わしめていた（同時にシグナムもフェイトのスピードを賞賛していた）。また、シグナムの魔法は炎を使うものが多い。魔力光は紫。
使用デバイスは剣型のアームドデバイス、炎の魔剣「レヴァンティン」。幾多の戦いを主と共に潜り抜けた、シグナムの騎士としての誇りの象徴的存在。
使用魔法は「シュランゲバイセン」、「シュランゲバイセン・アングリフ」、「陣風」、「パンツァーガイスト」、「飛竜一閃」、「紫電一閃」、「シュツルムファルケン」、「空牙」、「穿空牙」、「火竜一閃」、「煌牙」、「陣風烈火」、「煌竜」など。

#### 『A's』におけるシグナム
守護騎士達の纏め役としてはやての信頼も厚く、守護騎士を代表して「闇の書の蒐集を行わない」との約束をはやてと交わした。しかし主が命の危機に瀕していることを知り、自身の誇りを捨ててでもはやてを救うことを誓い、はやてとの約束を破って魔導師の魔力の元・リンカーコアの蒐集を始めた。普段は近所の剣道場で非常勤講師をしていたらしく、蒐集時の（はやてに対する）隠れ蓑にしていた。
第3話では新聞を読んでいたシーンがある（TV版では日本経済新聞だったがDVD版では海鳴新聞になっている）。
本編ではヴィータの救援として、同じくなのはの救援に駆けつけたフェイトと刃を交え、以降数度に渡り衝突する。互いの実力と誇り高さを認めてライバルと見なしていたが、結局本編中に決着が着くことは無かった。
終盤、「闇の書」の完全封印を狙うリーゼ姉妹の策略で一度は他の騎士共々倒されるが、「闇の書の真の主」となったはやての手で復活。最終決戦ではなのは達と共に攻撃の一翼を担った。事件解決後、管理局での保護観察が決定した際、フェイトとはいずれ決着をつける約束を交わし、後に何度か模擬戦をしている。また模擬集団戦の際、なのはが訓練でも実戦さながらの気迫で挑むシグナムを苦手にしていると漏らしていたがいざ模擬戦をすると全力で戦っていたためまんざらではないと思われる。
『-THE BATTLE OF ACES-』での闇の欠片のシグナムは、他の闇の欠片とは違い、自分が偽りであることに気づくケースが多い。

#### 『StrikerS』におけるシグナム
漫画版時点ではミッドの地上部隊に所属。指揮官適性を認められて航空隊の前線指揮官を務めていた。その際アルト、ヴァイスらと知り合っている。
本編では主であるはやてが設立し、率いる「機動六課」で「ライトニング分隊」副隊長と交替部隊の隊長を務める。階級は二等空尉。当初、新人の訓練に参加しなかった理由は「人に物を教える柄ではない」こと、さらに交替部隊のトップでもあるためになかなか面倒をみられないということやフォワードたちとは術式や戦法が異なること等が理由である。ただし、strikers後半ではエリオに武術を仕込んでおり、弟子ができたことを喜ぶそぶりもある。
機動六課の隊長・副隊長クラスは全員「能力限定」の魔力リミッターがかかっており、彼女とヴィータも魔力ランクが抑えられている。それを解除出来るのは部隊長のはやてのみだが、滅多なことでは解除を承認出来ない。しかし魔力リミッターがかかっている状態でも、かなりの戦闘力を誇る。魔法術式・古代ベルカ式/魔導師ランク・空戦S－。第21話でゼストと対峙する時にリインフォースIIとユニゾンした。融合時は騎士服が紫基調に、瞳が青、髪も薄いピンクとなっている。この時はゼストに一時的に退けられるも、第25話で再び対峙した際にはゼストを撃破する。
この時に、ゼストから戦闘機人事件に関わるデータの入ったデバイスとアギトを託される。
アギトと第26話でユニゾンする。アギトとの融合時は青紫基調の色合いの服と金色の篭手、薄紫の目で彩度の低いピンク色の髪になる。また、背中に炎の羽が発生する。融合した際の戦闘力は更に向上し、従来の近接戦闘に加え、融合前はできなかった中距離広域攻撃も可能になった。
六課解散後は地上本部の航空隊に復帰、小隊長となった。アギトを副官に従えるが、基本的に張りつめた性格が災いして甘やかし方等をフェイトに尋ねることもある。（SS M3より）
バトルマニアという設定は健在で、戦技披露会でなのはを相手に凄絶な血戦を演じていて、さらにそれを「心躍るものだった」と発言している。またシグナムのシャッハに対する印象を「模擬戦やって楽しい相手」「シスターもガチンコ好き」とヴィータが表現しているところからも、シグナムのバトルマニアぶりは窺い知れる。

#### 『Force』におけるシグナム
一等空尉に昇進している。第23管理世界「ルヴェラ」において、違法研究施設襲撃、ディバイダー996と銀十字の書の強奪、現地の聖王教会破壊及びシスター殺害の容疑が掛かったトーマの捜索中、フッケバイン一家のサイファーと遭遇する。指名手配の犯罪者というだけでなく、個人的にも因縁ある相手であった彼女を捕縛するため戦闘開始。剣の勝負ではサイファーを圧倒したものの、ディバイダー944のリアクト形態「ケーニッヒ・リアクテッド」を起動され、「ゼロエフェクト」と病化「対鋼破蝕」の前に形勢は逆転。レヴァンティンを容易く砕かれ為す術なく敗北し、全身を切り刻まれた上に串刺しにされ、意識不明の深刻な状態に陥る。内臓だけでなく背骨も断たれた重症だったが、後に意識を取り戻すと「有事に動けなければ役職が泣く」との思いからまだ一ヶ月は要入院な状態ながらも強引に転院手続きという形を取って退院し、主治医のシャマルの監視付きという条件で特務六課へ復帰した。修復されたレヴァンティンにも一応「魔導殺し」対策が施された。
復帰してしばらく経った頃、CW-ADXラプターを奪取しに現れたグレンデル一家との戦いに横槍を入れてきたサイファーと再戦。AEC武装「グラディエイター」で戦いに臨み、今度は逆にサイファーを追い詰め逃亡させた。ただしサイファーは未だ全力を出し切っておらず、序盤の様子見が互いに終わったという様相。

### ヴィータ
「紅の鉄騎　鉄槌の騎士ヴィータ」。担当声優は真田アサミ。
ヴォルケンリッターの中では外見が一番幼く、『A’s』時のはやてよりもちょっとだけ年下に見える。常に勝気で自由奔放に振舞うが、芯は強く根は優しい少女。はやてからは実の妹のように可愛がられており、ヴィータもまた「優しいはやて」を強く慕っている。変身後の帽子にははやてに買ってもらった「のろいうさぎ」がデザインされており（守護騎士の騎士服は主であるはやてが形作っている）、なのはとの戦いで帽子が撃ち飛ばされた際に激怒、ラケーテンフォルムに変形させたグラーフアイゼンでレイジングハートを大破させて一時的になのはを戦闘不能状態にまで追い込んだ。戦闘スタイルは遠近両用に防御をも兼ね備えたオールラウンダーで、シグナム同様に非常に高い戦闘能力を持っている。特に防御は、完全に徹すればシグナムを上回る。しかし本人は射撃戦よりも近接戦を好む傾向があり、中距離から飛び込んで一撃の破壊力で勝負するタイプ。シャマルもヴィータを「アタッカー」と称している。特に「防御を突き破っての破壊」にかけては逸品である。幼い外見通り、精神面でも幼いようにみえるが状況を判断する冷静さを持つなど実年齢通りの大人の顔を見せることもある。魔力光は紅色。
『A’s』時は金属の実体弾を射出していたが、『StrikerS』時には魔力弾を生成し、射出することが出来るようになった。また、後にはさらにその複合型（実体弾の表面に魔力殻をまとわりつかせたもの。魔力のカプセルで実体弾を覆ったものと思えばいい）も編み出している。
使用デバイスはハンマー型のアームドデバイス、鉄（くろがね）の伯爵「グラーフアイゼン」（通称アイゼン）。
使用魔法は「アイゼンゲホイル」、「ギガントシュラーク」、「シュワルベフリーゲン」、「テートリヒ・シュラーク」、「パンツァーヒンダネス」、「フェアーテ」、「フランメ・シュラーク」、「ラケーテンハンマー」、「コメートフリゲン」、「ギガントハンマー」、「コメットフリーゲン」、「ツェアシュテールングスハンマー」、「プラズマパイル」。

#### 『A's』におけるヴィータ
他の守護騎士達と同様、はやてを救うために魔導師達を襲撃し、リンカーコアを強奪していく。近所の老人会のゲートボールチームと交流があり、老人達のアイドル。蒐集に出る際はそれを隠れ蓑にもしていた。蒐集の途中、高町なのはをターゲットとして定めたことで、A'sの本編は幕をあける。初戦で彼女を圧倒して以降、なのはとは数度に渡って戦う。最初の頃、なのはのことを「高町なんとか」と呼んでいて、なのはを怒らせていた。
天邪鬼で負けず嫌いだが、決して好戦的な訳ではなく、不必要な戦いは可能な限り避け、「はやてを血で汚さないため、殺しはしない。」と自分に誓っており、模擬戦時にノリノリなシグナムと彼女との模擬戦を楽しみにするフェイトを「バトルマニア」呼ばわりしていた。また幼い姿をしているが「闇の書の完成によるはやての治療」に関して、騎士たちの中で唯一疑問を感じるなどしっかりとした一面もある。
はやてと出会う前は、「闇の書の守護騎士」という自身の立場を騎士たちの中でも特に悲しんで周囲に八つ当たりしており、『-THE BATTLE OF ACES-』では、最初は当時の記憶と相まって、生き残ったリインフォースとうまく打ち解けられなかったがラストで名前を呼び、打ち解けあう。闇の欠片の彼女はほとんどのシナリオに登場し、感情的になのは達に攻撃する。はやてシナリオでもはやてが主になる前の記憶が具現化したため、はやてに対しても乱暴な口調で襲うが戦闘後、はやてに懐く。シャマルシナリオやザフィーラシナリオでは、主や大切な人を失う悲しさや辛さ（所謂彼女の本心）が具現化した者が登場する。また、ヴィータ本人が仲間を偽物だと勘違いし、攻撃してくることもあり、戦闘後、相手に「紛らわしいことするな」と逆切れする。
他の騎士同様リーゼ姉妹の策略によって捕らえられ、闇の書暴走の最後の引き金としてはやての目の前で倒される。後、はやてによって復活し、なのは達と共に攻撃の一翼を担う。なお、この際「高町なのは」の名を初めて正確に呼んだ。事件解決後は他の騎士と同様、はやてに従って贖罪を兼ねた管理局任務に従事することになる。
闇の書事件が終わった後は、なのはとも親しくなり（『-THE BATTLE OF ACES-』では、その原因と思われるエピソードが追加されている。ヴィータシナリオのラストでは、照れ隠しか仲良しであることを否定し、「あいつとだけは絶対に仲良くなれない」とまで発言している）。
言葉遣いはかなり悪く、主であるはやて・仲間・上官などに対しても敬語を使うことはほとんどないが、なのはと同じ年のアリサやすずかなどにははやての友達であるためか敬語で話している。

#### 『StrikerS』におけるヴィータ
魔法術式・古代ベルカ式/魔導師ランク・空戦AAA＋
漫画版時点では、管理局本局付きとなり、航空隊の前線トップとして活躍していた。
本編でははやてが設立し、率いる「機動六課」で「スターズ分隊」副隊長を務める。階級は三等空尉。また戦闘教官資格を取得しており、なのはと共に新人の教育も担当する。新人達に対しては原則厳しく接し、ミスを犯した場合はもちろん厳しくあたるが、基本は面倒見が良い。また「八神家の末っ子」リインフォースIIとは非常に仲の良い姉妹のような関係。
なのは、フェイト、シグナムと同じく「能力限定」の魔力リミッターがかかっている、それにも関わらず一騎当千の戦闘力は健在である。模擬戦にあまりに参加しないフェイトとは対照的で模擬戦によく参加し、スバルら新人達を鍛えたり、リミッター解除状態での最終話の模擬戦にはノリノリだったりするなど好戦的な一面を見せた。
なのはが11歳の時に大怪我をした事件ではその場に居合わせ、8年経った『StrikerS』本編でも引きずっている。未熟な新人フォワード達に代わって、自分がなのはを空で守ると誓っている。
アグスタホテルのオークション護衛任務中のティアナのミスを叱責する態度はいつになく過剰で、ルーテシアにクアットロが語らせた「また守れないかもしれない」に激しく動揺するなどそのときの自責の念はトラウマに近いものとなっている。それ以降トラウマについてあまり語られていないため克服できたのかどうかについてはわかっていない。
第16話にてリインフォースIIとユニゾンした。この際、騎士服が白基調に、髪の色はオレンジ、瞳も青が大部分を占めるように変化している。
第21話でなのはと共にゆりかご内部へ突入、なのはの魔力温存のために戦っていたが疲労していたところを背後から襲われ、胸を貫かれるという重傷を負う。その敵はかつてなのはを負傷させたアンノウンだった。それでも雲霞と押し寄せる敵を撃破し続け動力炉に到着する。第25話の「聖王のゆりかご」攻略戦でグラーフアイゼンを砕けさせ、自身も前述のような満身創痍の状態にありながらも動力炉の破壊に成功、「鉄槌の騎士」の面目躍如であった。
事件後は正式に教導官になった。漫画版のエピローグにて、なのはと同じ教導隊用の制服を着て照れている姿が描かれており、貴重な古代ベルカ式の教導官として重宝されている（SS M3より）。
今作ではスバルたちを指導する教官になったことなど、自身の環境や立場の変化を感じており、「守らなくちゃいけないものも増えた」と劇中その心情を述べるシーンがある。

#### 『Vivid』におけるヴィータ
二等空尉になっている。航空戦技教導隊5番隊2班副班長。なのははともに教導に励む仲。

#### 『Force』におけるヴィータ
二等空尉のまま。「カレドヴルフ・テクニクス社」でなのはと共にAEC武装の調整に立ち会っていた時に、リインフォースIIの報告からシグナムがサイファーと交戦している事を知り、現場に急行。シグナムを保護した後、六課特務艦ヴォルフラムの「主砲」としてフッケバインの足止めを担うが、カレンに倒されてしまった。怪我は重くなく、復帰後は六課見習い３人をなのはと共に鍛えており、『GEARS　OF DESTINY』ではトーマがヴィータを師匠と呼ぶ光景がある。

### シャマル
「ヴォルケンリッター」の参謀格。「風の癒し手 湖の騎士シャマル」。担当声優は柚木涼香。
金髪でおっとりした優しげな女性。シグナムより少しだけ年上に見える外見で本人もヴィータやはやての前ではしっかり者の姉のつもりだが、少々ドジで頼りない一面も見られる。
また周囲からそのことを指摘されるとむくれたり拗ねるなどやや子供っぽいところがある。
参謀格と言う割には優しい性格なためか、計略を働かせるような場面はほとんどなく、どちらかというと各種補助とバックアップで他の騎士達や機動六課隊員の戦いを支えていた。直接的な戦闘能力を持たない分各種サポートに非常に秀でており、魔導師の探索、結界形成、騎士たちのダメージの回復など縁の下の力持ちとしてなくてはならない存在。いざという時の控えとしてたびたび仲間の窮地を救う場面があった。魔力光はライムグリーン。
シグナムと同等以上の巨乳で、はやての胸部マッサージを受けたことがある（ただし、はやてはシグナムの胸がお気に入りなのでひそかにコンプレックスに思っているらしい）。
使用デバイスは補助機能に特化したペンデュラム（振り子）型のアームドデバイス、風のリング「クラールヴィント」。

#### 『A's』におけるシャマル
はやての家事手伝い（料理は下手で、当初仲間達に不評だった）や日常での警護の大部分は彼女の担当となっている。召喚されてからの日常に最も早く馴染んだのも彼女で、買い物はもちろん近所付き合いなどもこなすようになり、はやての主治医である石田幸恵に対応しているのも主に彼女だった。また、外見年齢の近いシグナムとは2人で相談する場面も多かった（ヴィータは大抵はやてにくっついている）。本編序盤ではやてを救うため、不意をついてなのはのリンカーコアを奪う。ドラマCDでの過去の彼女は、過去の主の影響もあり、今とはまったく違い冷徹非情な性格であったが、現在の性格は主であるはやての影響と考えられる。
終盤では他の騎士たち同様、なす術なく倒されるがはやての手で復活した後は、それまでの戦闘で傷ついたなのは・フェイトのダメージを完全に回復し、賞賛されていた。その後の最終決戦では全体のタイミングを計り、「闇の書の闇」の本体コアを軌道上に転送するという重要な役割を果たす。事件終了後は仲間たちと共に管理局に。
『-THE BATTLE OF ACES-』では、TVシリーズではなかった直接的な戦闘があり、全体能力こそ全キャラ低いがフルドライブバーストの威力はトップクラス。魔法も防御が主であるため、接近戦タイプの相手には有利。闇の欠片の彼女は、過去の記憶の影響か、クロノシナリオでの彼女は敵対したとはいえやや冷徹な感じがあり、彼女らしからぬ発言もする。また、彼女自身、仲間を偽者と勘違いするなどおっちょこちょいな部分も出ており、ヴィータとは違い、注意されると間違えたことを謝る。なのヴィネ（海の日や体育の日）やM4では、運動神経がなくカナヅチであることが明らかになった。

#### 『StrikerS』におけるシャマル
漫画版時点では管理局本局付きとなり、仲間たちの補佐を務めると共に、八神家がミッドチルダに引っ越す際はその準備を一任されるなど、「八神家」を日常面から支えていた。魔法術式・古代ベルカ式/魔導師ランク・総合AA＋。
本編でははやてが設立し、率いる「機動六課」で医務官を勤め、訓練や任務で生傷の絶えない隊員達の健康をしっかり管理しているほか、第7話のホテル・アグスタでの作戦では、ホテル内のはやて達に代わって実質的に作戦指揮を執っていた。おそらく、ヴォルケンリッターとして活動していたころからの役割分担を、現在も暗黙的に続けているためと思われる。時として前線で広域探査を伴う指揮管理活動に入る場合もある。今でも料理の腕前はあまり良くないらしい。六課隊員からは「シャマル先生」という愛称で呼ばれている。
また、第17話では六課隊舎を襲撃してきた大量のガジェット群とナンバーズのオットー、ディードとの戦闘の末、負傷している。後に回復し、第23話ではクラールヴィントの能力を用いて結界担当のオットーを捕捉。ザフィーラと共に強襲をかけて捕獲する。いつも体に無理をするなのはの主治医としての役割も果たし、六課解散後も本局医務官としてなのはの主治医役を務める。おっとりした性格は相変わらずで誰が傷つくのが嫌なため、無茶する者に注意する所があるためか、なのは曰くシャマルは怒ると怖いらしいがはやて同様本編で怒ることはまったくなく、その話の後、フェイトからも「それは無茶をするなのはが悪い」と自業自得という形で厳しく注意されたので結果的になのはにとって自分を叱る相手は皆苦手である。
第19話でヴィータを検診した際、プログラムであるはずの自分達「守護騎士」に、システム面で障害が発生していることを指摘している。それは寿命を持たないはずの彼女達が人間のように劣化を続け、やがて自然消滅することを示唆していたが、ヴィータ共々その事実を静かに受け止めている。ヴィータはそのことに関して、「闇の書の一部だったころから、心のどこかで望んでたこと」と語っている。

#### 『Force』におけるシャマル
本局医療部に所属していたが、はやての指示で特務六課の医療班長として行動する。エクリプスウィルスへの対策研究の最前線として、「トーマ君をエクリプス感染から回復した最初の患者にしてみせる」ことを誓っている。

### ザフィーラ
「蒼き狼　盾の守護獣ザフィーラ」。担当声優は一条和矢。
アルフと同タイプの獣人の男性で、人間時は筋骨隆々とした青年のような姿で、ヴォルケンリッターの中では最年長といった感じ。獣時は青い毛皮の大柄な狼の姿。召喚後は八神家唯一の男性であることへの配慮と、はやてが犬を飼いたがっていたという理由から、日常では基本的に獣の姿をとっている。
寡黙な性格で、常に仲間たちから一歩引いた冷静な目線で全体を把握している。そのため、フェイトとの初戦でシグナムが手傷を負っていることを1人見抜いていた。一方で「守護獣」であることに高いプライドを持ち、アルフとの戦いの中で自分は使い魔ではなく守護獣だと強く宣言していた（直後に「似たようなもの」と反論される）。
戦闘での役割やスタイルもやはりアルフと酷似したものだが、彼はより防御面に特化しており、クロノの襲撃を受けた際はヴィータの盾となり、その奇襲をほとんど完全に防いだ。また状況を見極める力が高く、戦局不利と見て後方に控えるシャマルに指示を飛ばす場面もあった。アルフ同様にデバイスは使用していない。魔力光は白。

#### 『A's』におけるザフィーラ
そのポジション故か戦闘ではアルフと衝突する。互いに「主に仕え守る獣」として通じるものがありながらも、互いの信念を激しくぶつけ合った。
終盤では、唯一仲間たちと離れていたためバインド魔法による捕縛を免れ、倒された仲間達の仇に一矢報いる形で一撃を加えるものの、力及ばず倒れるが仲間たちと共に復活し、最終決戦ではアルフ、ユーノと共に「闇の書の闇」の反撃をほぼ完全に抑えきった。事件終了後はやはり仲間達と共に管理局へ。アルフとは親しい友人となり、変身魔法（こいぬフォーム）を教わり、ヴィータと散歩に出掛けたりしていた。はやての足が完治するまでは、たびたび背中にはやてを乗せて移動の手助けをしており、はやては「大型犬に乗る少女」として町の名物になっていた。ちなみに、なのはも一度だけザフィーラに乗ったことがある。『-THE BATTLE OF ACES-』では、専用シナリオで唯一3つのマテリアルと対峙する。この時のリインフォース曰く昔から優しかったらしく彼の冷静さが良くわかる。闇の欠片の彼はなのは、フェイトのシナリオ以外では過去の記憶が具現化したもので寡黙で冷静な彼とは違い、凶暴で攻撃的な性格で一人称も「俺」になっている（このことはシャマルも驚いている）。

#### 『StrikerS』におけるザフィーラ
「闇の書事件」終結後は他の仲間たちとは異なり、管理局での役職や階級などを持たず「はやての守護獣」として部隊の守護、ヴィヴィオの護衛や各種任務に臨んだ。戦闘時も獣の姿で戦うことが多く、結局、アニメ版では人型・小犬型になることはなかった。魔法術式・古代ベルカ式/魔導師ランク・非所有（AA相当）。
漫画版時点では、主にメンバーの中で非力なはやてかシャマルのボディーガードに付いていた。
本編でも特定の役職を持たず六課部隊員を影から守る役目を負い、主力出動後の留守役や隊員の守護を請け負う。戦闘力はエース級で、ガジェットの大群を一頭で撃退して見せている。
階級が無いことから、ヴォルケンリッターの中で彼のみ機動六課の新人達からも呼び捨てで呼ばれている。ちなみに当初、寡黙な性格が災いしたのか、エリオとキャロは彼が喋れることを知らなかった。スバルに頭をなでられたりするあたり、新人達は本気で犬だと思っていた可能性もある。口数も前以上に少なくなっており、人型になるところはあまり見ない。
ヴィヴィオがなのはとフェイトの2人に引き取られてからは、彼女達の勤務中、ヴィヴィオの傍にいて、私生活面での彼女のボディガードを担当しているようだ。
第17話でガジェット群やナンバーズのオットー、ディードの襲撃を受け、シャマルと共に善戦するものの撃墜され、負傷。比較的早く目を覚ましたようだが、アルトらに頼まれて眠りつづけるヴァイスの傍に付く。第22話にてヴァイスが目覚めた後、過去を悔いる彼に守護獣としての姿勢を見せ、「なすべきことがある」と重傷の身で再び立ち上がる（ヴァイスからは「旦那」と呼ばれていたころから、新人たちとは異なりそれなりにザフィーラのことを知っていたと思われる）。
第23話でティアナを隔離して野戦指揮をとっていたオットーを、シャマルと共に捕獲する。
事件後、漫画版のエピローグでは、人間形態でヴィヴィオを肩車している姿が描かれ、ヴィヴィオの方もよく遊んでくれるとザフィーラを慕っている。ヴィヴィオからは「ザフィー」と呼ばれていた（ザフィーラは多少困っていた）。また、陸士108部隊に出向して捜査の仕事をすることが増え、ギンガはザフィーラを師匠と仰いでいるらしい（SS M3より）。

#### 『Vivid』におけるザフィーラ
局の仕事をしているようなシーンはなく、代わって八神家道場で、人間体で多数の門下生たちに格闘戦技を仕込んでいる。インターミドルチャンピオンシップでは門下生であるミウラ・リナルディのセコンドをつとめており、ミウラもザフィーラを師匠と呼んで慕っている。